# West Valley
West Valley és una concentració de població designada pel cens dels Estats Units a l'estat de Washington. Segons el cens del 2000 tenia 10.433 habitants.

## Demografia
Segons el cens del 2000, West Valley tenia 10.433 habitants, 3.862 habitatges, i 3.020 famílies. La densitat de població era de 559,5 habitants per km².
Dels 3.862 habitatges en un 39,9% hi vivien nens de menys de 18 anys, en un 64,8% hi vivien parelles casades, en un 10,2% dones solteres, i en un 21,8% no eren unitats familiars. En el 17% dels habitatges hi vivien persones soles el 6,1% de les quals corresponia a persones de 65 anys o més que vivien soles. El nombre mitjà de persones vivint en cada habitatge era de 2,7 i el nombre mitjà de persones que vivien en cada família era de 3,04.
Per edats la població es repartia de la següent manera: un 29,2% tenia menys de 18 anys, un 6,8% entre 18 i 24, un 27,9% entre 25 i 44, un 25,4% de 45 a 60 i un 10,7% 65 anys o més.
L'edat mediana era de 36 anys. Per cada 100 dones de 18 o més anys hi havia 89,5 homes.
La renda mediana per habitatge era de 51.201 $ i la renda mediana per família de 55.636 $. Els homes tenien una renda mediana de 41.103 $ mentre que les dones 28.922 $. La renda per capita de la població era de 25.765 $. Aproximadament el 4% de les famílies i el 5,1% de la població estaven per davall del llindar de pobresa.

## Poblacions més properes
El següent diagrama mostra les poblacions més properes.